# Krzyżacy (rock opera)

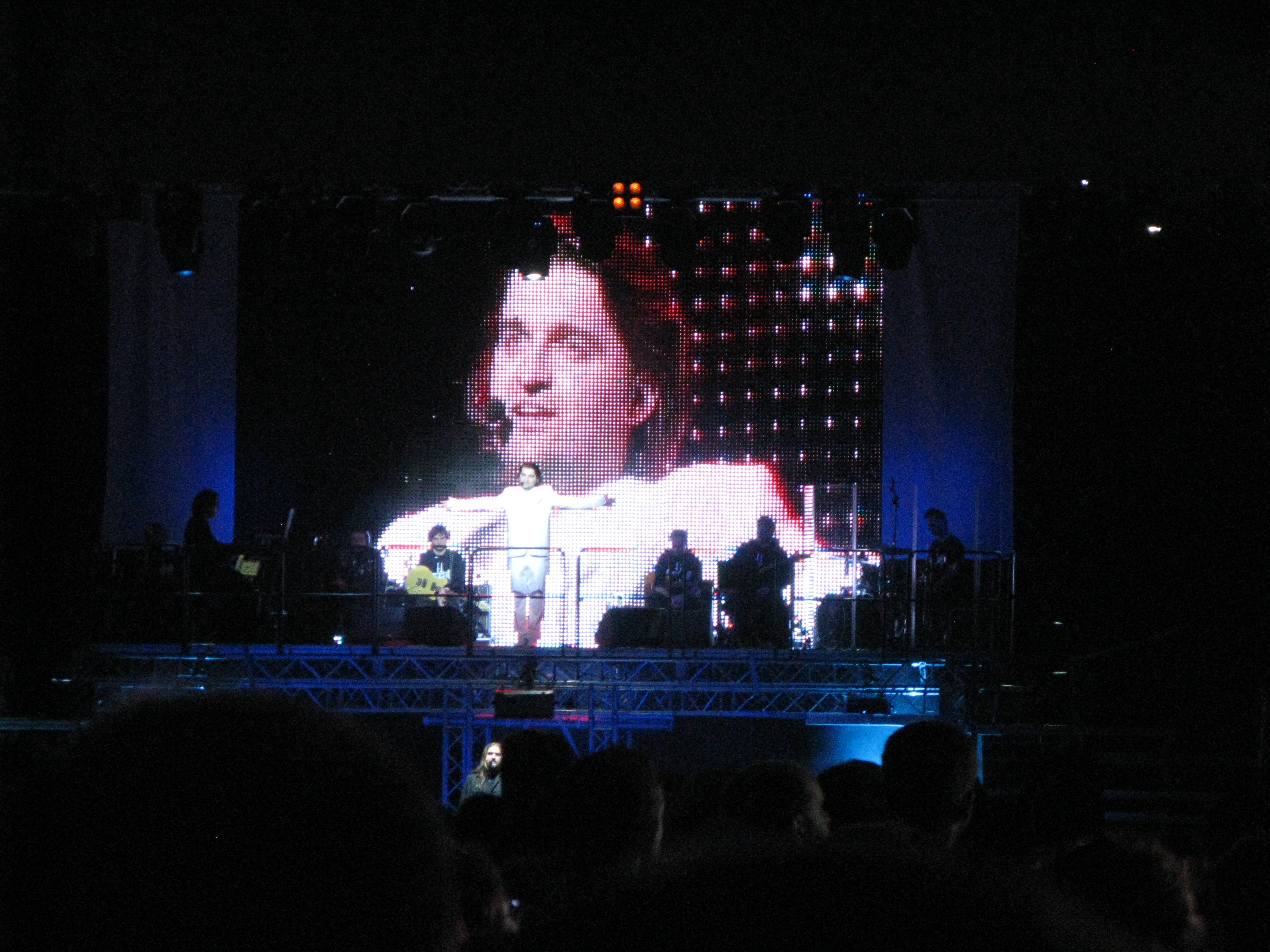
Marcin Kołaczkowski w trakcie przedstawienia w Fosie Zamkowej w Toruniu

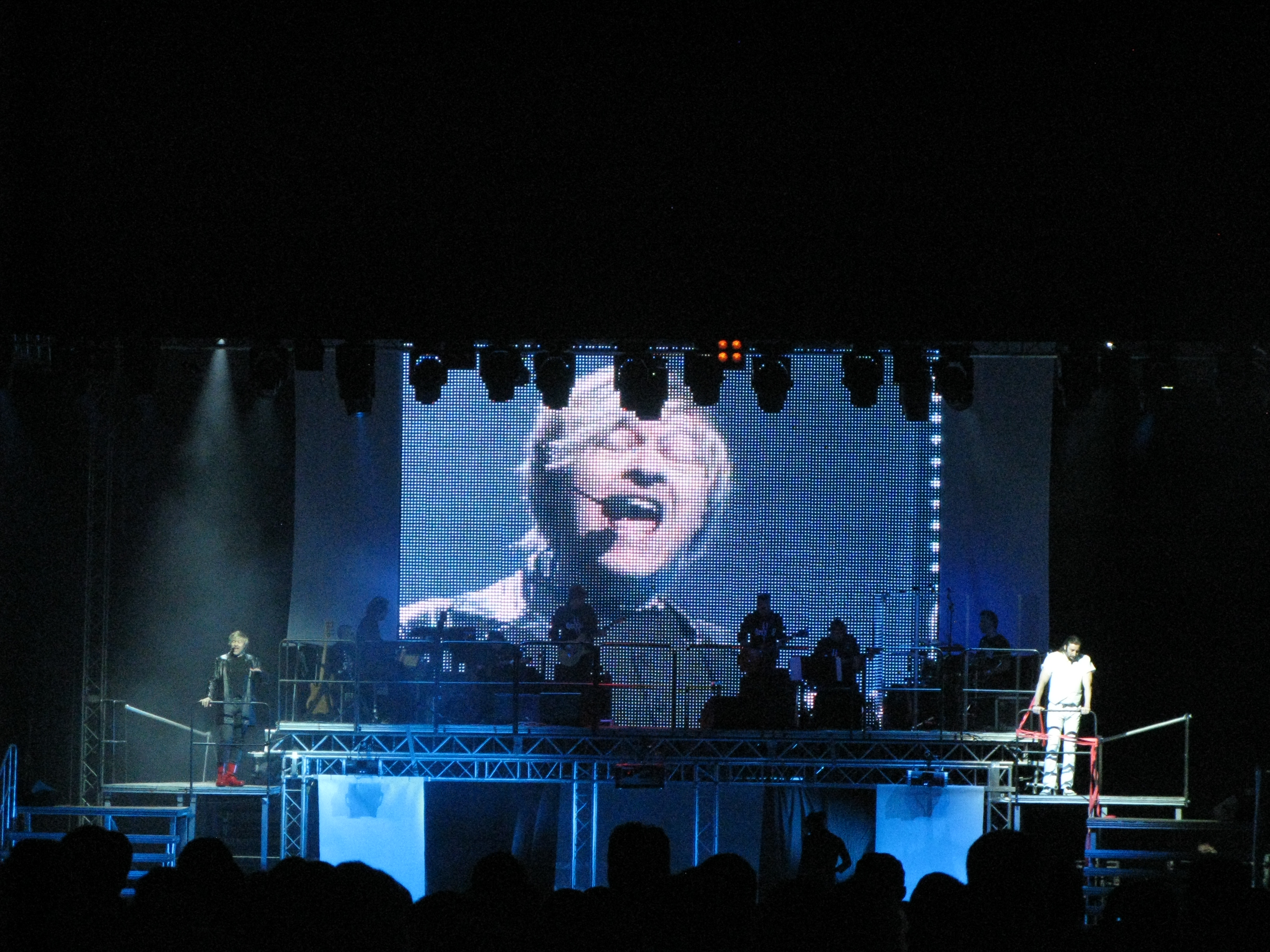
Artur Gadowski (po lewej i na telebimie) i Cezary Studniak (z prawej)

Krzyżacy – polska rock opera z 2010 roku oparta na powieści Henryka Sienkiewicza pod tym samym tytułem. Prapremiera odbyła się 30 grudnia 2010 roku w Sali Kongresowej w Warszawie. Kompozytorem jest Hadrian Filip Tabęcki, autorem scenariusza Marcin Kołaczkowski, a autorem tekstów piosenek Jacek Korczakowski.

## Obsada
- Artur Gadowski / Piotr Cugowski / Janusz Kruciński – król Władysław Jagiełło
- Paweł Kukiz / Wojciech Cugowski / Mieczysław Szcześniak – Konrad von Jungingen
- Maciej Balcar / Dominik Koralewski – Jurand ze Spychowa
- Maciej Silski – Zbyszko z Bogdańca
- Olga Szomańska – Danusia
- Joanna Dec / Justyna Woźniak – Jagienka ze Zgorzelic
- Jacek Lenartowicz / Michał Gasz – Maćko z Bogdańca
- Katarzyna Jamróz – księżna Anna Danuta
- Jan Janga-Tomaszewski / Wojciech Paszkowski – Zygfryd de Löwe
- Cezary Studniak / Dominik Koralewski – Ulryk von Jungingen
- Marcin Kołaczkowski – Kuno von Lichtenstein
- Piotr Hajduk – Sanderus
- Agnieszka Piotrowska – Nieznajoma
- Krzysztof Kolberger – Narrator

### Grupa Art Color Ballet
- Joanna Juraszek
- Magdalena Konopek
- Małgorzata Popławska
- Katarzyna Walendowska
- Michał Adamowicz
- Piotr Słodkowicz
- Maciej Talik

### Zespół muzyczny Kameleon
- Hadrian Filip Tabęcki – instrumenty klawiszowe
- Paweł Stankiewicz / Piotr Aleksandrowicz – gitara akustyczna

### Zespół muzyczny Freedom
- Piotr Winnicki / Bartosz Hołownia – gitara elektryczna
- Michał Sitarski / Tomasz Szczepaniak – gitara elektryczna
- Michał Grott – gitara basowa
- Kuba Jabłoński – perkusja

## Lista utworów
| Akt I - Uwertura - Gdybym ci ja miała... – Danusia - Ballada o Jurandowej – Maćko i księżna Anna Danuta - Sąd nad Zbyszkiem – Zbyszko, Kuno von Lichtenstein, księżna Anna Danuta, Danusia, zespół - Nie dam ci skrzydeł – Zbyszko i księżna Anna Danuta - Mój ci jest – Danusia, Zbyszko(*), zespół - Skarga na Juranda – Ulryk von Jungingen, Kuno von Lichtenstein, Zygfryd de Löwe - Jagienko, Jagno – Maćko, zespół - Gdybym ci ja miała... (repryza) – Jagienka - Jagienko, Jagno II – Jagienka - Trzeba wybrać – Zbyszko, Danusia, Jagienka - List od zakonników (Słowa Juranda) – księżna Anna Danuta, Jurand, Danuśka, zespół - Wszystkich świętych szczątki – Sanderus, zespół - Dopiero miłość – Zbyszko i Danuśka - Poselstwo Kunona (Byś przybył) – Kuno von Lichtenstein i Jurand * na płycie Zbyszko nie śpiewa w tym utworze | Akt II - * Gdybym ci ja miała... (repryza) – Nieznajoma - Oddajcie ją – Jurand, zespół - Stań i walcz – Zbyszko i Rotgier - Szał Zygfryda – Zygfryd de Löwe (potem wokaliza Juranda) - Tutaj jest Polska – król Władysław Jagiełło - Czarne chmury – Konrad von Jungingen - Zemsta (Oko za oko) – Maćko - Moja jest – Zbyszko - Dopiero miłość (repryza) – Zbyszko i Danusia - Trudno tak umierać – Zygfryd de Löwe - Śnił mi się sen – król Władysław Jagiełło i Ulryk von Jungingen - Pod fałszywym znakiem – Konrad von Jungingen i księżna Anna Danuta - Miłości szukaj – Jagienka - Zapewne nie ostatni raz (*)- król Władysław Jagiełło * utwór specjalny, wykonany jednorazowo podczas spektaklu w Toruniu z okazji 600-lecia Pokoju Toruńskiego |

## Ścieżka dźwiękowa
Ścieżka dźwiękowa ze spektaklu Krzyżacy: rock opera na podstawie powieści Henryka Sienkiewicza ukazała się w 2011 roku nakładem Sztukoteki. Wydawnictwo trafiło do sprzedaży wraz z książką, w której znalazły się m.in. zdjęcia z prapremiery, która odbyła się 30 grudnia 2010 roku w Sali Kongresowej w Warszawie oraz ilustracje Karola Kalinowskiego (ISBN 978-83-62334-02-5).

### Lista utworów
1. Kameleon, Freedom – „Uwertura” – 4:22
2. Olga Szomańska – „Mój ci jest” – 3:26
3. Jacek Lenartowicz i Kris Kubiś – „Jagienko Jagno” – 3:17
4. Marcin Kołaczkowski, Olga Szomańska, Asteya Dec – „Trzeba wybrać” – 3:29
5. Piotr Hajduk – „Wszystkich świętych szczątki” – 3:21
6. Michał Rudaś i Olga Szomańska – „Dopiero miłość” – 4:54
7. Maciej Balcar – „Oddajcie ją” – 4:52
8. Norbert Smoła Smoliński – „Stań i walcz” – 4:56
9. Paweł Kukiz – „Czarne chmury” – 3:20
10. Jan Janga-Tomaszewski – „Trudno tak umierać” – 3:56
11. Artur Gadowski i Cezary Studniak – „Śnił mi się sen” – 6:07
12. Paweł Kukiz i Katarzyna Jamróz – „Pod fałszywym znakiem” – 3:45
13. Asteya Dec – „Miłości szukaj” – 5:13

### Singel
Płyta CD została dodana do premierowego programu „Krzyżaków” i zawierała następujące utwory:
1. Olga Szomańska – „Mój ci jest”
2. Maciej Silski i Olga Szomańska – „Dopiero miłość”
3. Paweł Kukiz i Katarzyna Jamróz – „Pod fałszywym znakiem”